# Autopilot

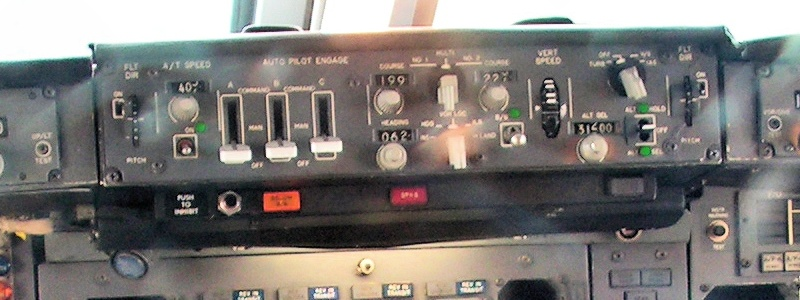
Panel autopilota v kokpitu Boeingu 747

Autopilot je technické zařízení, které je během letu, plavby či jízdy schopné ovládat stroj (např. letadlo, vrtulník, kosmickou loď a jiné) bez asistence lidské posádky.

## Technické detaily
Jedná se obvykle o mechanické, elektrické, elektronické, hydraulické nebo kombinace uvedených zařízení. První letecký autopilot vyvinul Američan Lawrence Sperry již v roce 1912, nicméně samotné představení veřejnosti proběhlo až v roce 1914 ve Francii. V lodní dopravě byl poprvé použit na tankeru J.A Moffet v roce 1920.

### Moderní autopiloty
V současné době se v letecké a lodní dopravě používají počítačem řízené systémy schopné zajistit automatický let letadla nebo plavbu lodě po zvolené trajektorii a trase. Tyto systémy aktivně zasahují do řízení letadel nebo lodí a pro určení polohy stroje využívají pozemních (např. radiomajáky), palubních (např. inerciální navigace, kompas, výškoměr) i satelitních prostředků (např. GPS, GLONASS).